# Les Vampyres
Les Vampyres (franz. für Die Vampire) ist ein Vampir-Pornofilm aus dem Jahr 2000 mit Horrorfilm-Ästhetik.

## Handlung
Die Geschichte handelt von einem jungen Pärchen, gespielt von Ava Vincent und Joel Lawrence. Joel feiert seine neue Anstellung.
Joel und Ava beschließen, über das Wochenende wegzufahren, und quartieren sich in einer „Bed and Breakfast“-Unterkunft ein. Die einzigen anderen Gäste sind drei verdächtige Frauen, die von Syren angeführt werden. Syren fühlt sich zu Ava hingezogen.
Die drei Frauen zwingen Joel auf einem Friedhof zum Geschlechtsverkehr, während Ava Fieberträume erleidet. Ava geistert durch das Haus und entdeckt ein Zimmer, in dem menschliche Skelette liegen. Sie bekommt Angst um Joel.
Joel wird in der Lobby des Hotels von verhüllten Menschen an ein Kreuz genagelt. Eine der Vampirfrauen beißt ihm beim Oralverkehr den Penis ab.
Ava stößt gegen die aufgestellten Kerzen und löst damit ein Feuer aus. Syren verbrennt darin und wird als weißer Engel wiedergeboren. Sie schenkt Joel einen neuen Penis und weiht diesen auf einer großen Orgie ein. Die Macht der Dämonen wurde besiegt, die Anführerin der Vampire Syren ist nun ein Spermavampir. Statt Blut trinkt sie nur noch männlichen Samen.

## Auszeichnungen
- 2001: AVN Award: Best Director Film (James Avalon)
- 2001: AVN Award: Best All Girl Sex Scene (Ava Vincent & Syren)
- 2001: AVN Award: Best Group Sex Scene – Film (Wendi Knight, Violet Luv & Brandon Iron)
- 2000: XRCO Award: Best Girl-Girl Scene (Ava Vincent & Syren)
- 2000: XRCO Award: Best Film

## Wissenswertes
- 2002 drehte der Regisseur einen zweiten Teil Les Vampyres 2: The Resurrection.
- Der Film enthält Anleihen von Blut an den Lippen von Harry Kümel.
- Der Titel des Films wurde von Les Vampires übernommen, einem französischen Stummfilm von Louis Feuillade aus dem Jahr 1915.